# غراند موف تاركين
غراند موف تاركين هو شخصية خيالية ظهرت في سلسلة أفلام حرب النجوم لأول مرة في فيلم حرب النجوم وقام بدور الشخصية بيتر كوشنغ.لقيت شخصية تاركين أستحسان الجميع وأطلق عليه «أحد أكثر الأشرار رعباً في تاريخ حرب النجوم.» 